# Fresenburg
Fresenburg là một đô thị thuộc huyện Emsland, trong bang Niedersachsen, Đức. Đô thị này có diện tích 21,59 km².